# Carl Senn
Carl Senn (* 1896 in Zürich; † unbekannt) war ein Schweizer Radrennfahrer und Radsportfunktionär.

## Sportliche Laufbahn
Senn war im Strassenradsport aktiv und Mitglied der Schweizer Nationalmannschaft. Bei den Straßenradsport-Weltmeisterschaften 1923 kam er auf den 10. Rang. 
Nach seiner aktiven Karriere war er als Funktionär und Organisator im Radsport tätig. Von 1939 bis 1954 war er Präsident des Schweizerischen Radfahrer-Bundes (SRB). Senn war nach dem Zweiten Weltkrieg einige Jahre lang Direktor der Tour de Suisse.